# Habitation-Caféière Getz
L'Habitation-Caféière Getz est une ancienne plantation coloniale située à Vieux-Habitants, sur l'île de Basse-Terre, dans le département de la Guadeloupe en France.
Fondée au XIXe siècle, elle est désormais convertie en maison d'hôtes.

## Histoire
L'habitation apparaît dès 1768 sur une carte des ingénieurs du roi et ne porte son nom de Getz qu'à partir de 1780 lorsqu'elle est achetée par Romain Getz,. Elle compte alors 10 carrés de café, 40 carrés de savane et 43 esclaves. Sur les hauteurs, elle compte une case abritant deux moulins à café manuels qui a été restauré dans les années 1990.
En 1817, la plantation compte 76 carrés, 12 plantés de caféiers et 3 de cotonniers. Au milieu du XIXe siècle, la maison est agrandie par l'ajout d'une cuisine et d'un magasin en maçonnerie mais il ne reste alors qu'un seul boucan couvert de paille. La terrasse date de la même époque. L'habitation compte au milieu du XIXe 16 cases à esclaves.
Sur Marigot, en bord de mer, un magasin de stockage de marchandises appartenant à la propriété est établi.
La famille Getz est contrainte d'émigrer durant la Révolution française et la propriété est alors abandonnée. Les bâtiments tombent en ruine et elle est finalement vendue en 1847 à la barre du tribunal.
Dans les années 1990, elle est restaurée et modernisée et, en 2012, la maison est agrandie.

## Architecture

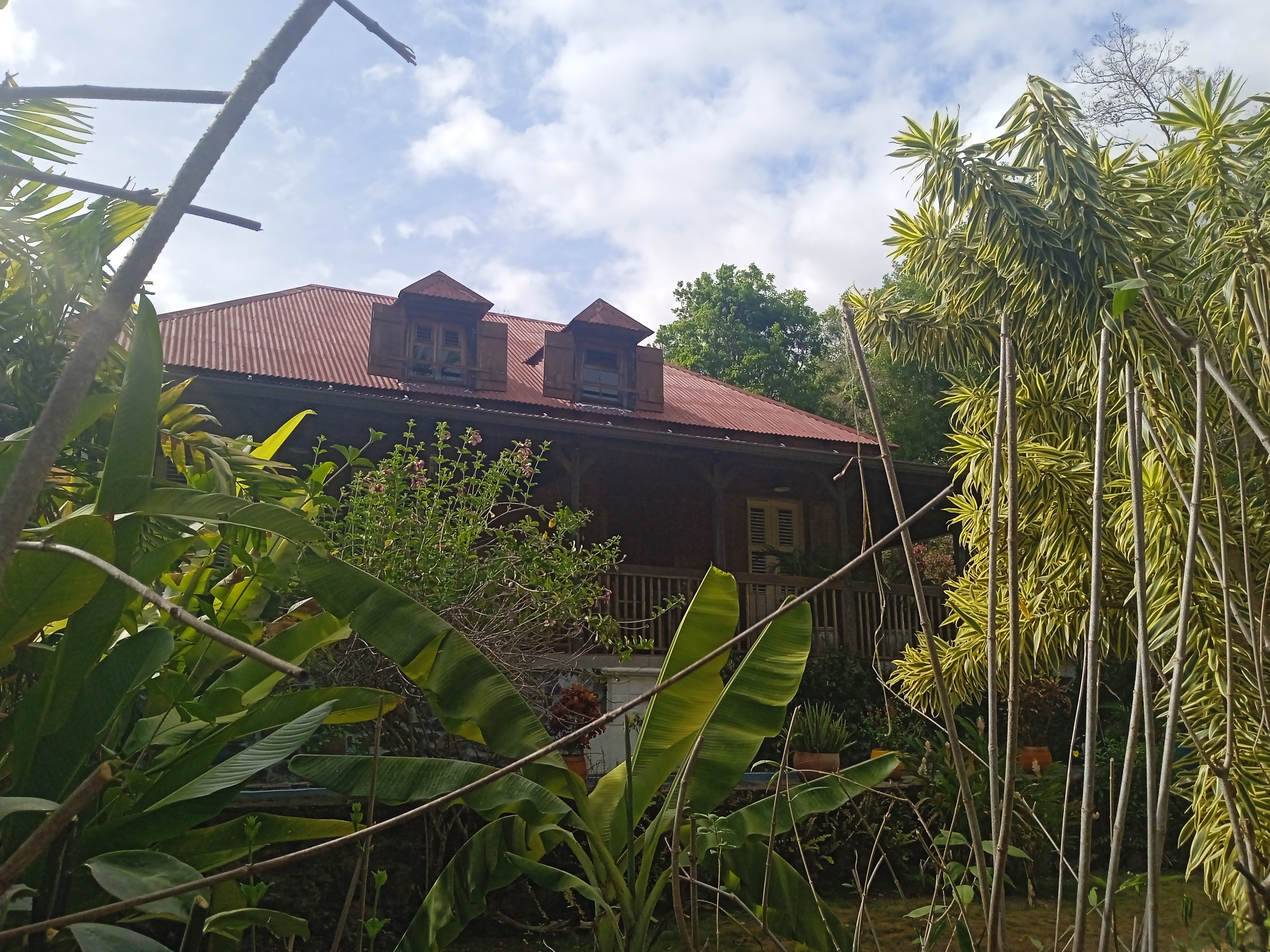
Habitation-Caféière Getz.

De la caféière, il ne reste que la maison principale en rez-de-chaussée et étage de comble, couverte par un toit à croupe, portant sur l'arrière une terrasse pavée, les ruines de la cuisine, une platine à manioc en pierre de taille, des fonds de cabane et quelques fondations éparses dont une réserve d'eau canalisée. Le boucan a été détruit en 2001.
La maison est en mahogany. Elle est composée de trois pièces bordée en rez-de-chaussée d'une galerie. Le comble compte trois chambres. Elle a avant leur démolition deux boucans et une « case à mauvais tems » en pierre couverte en essentes et un colombier.

## Notes et références

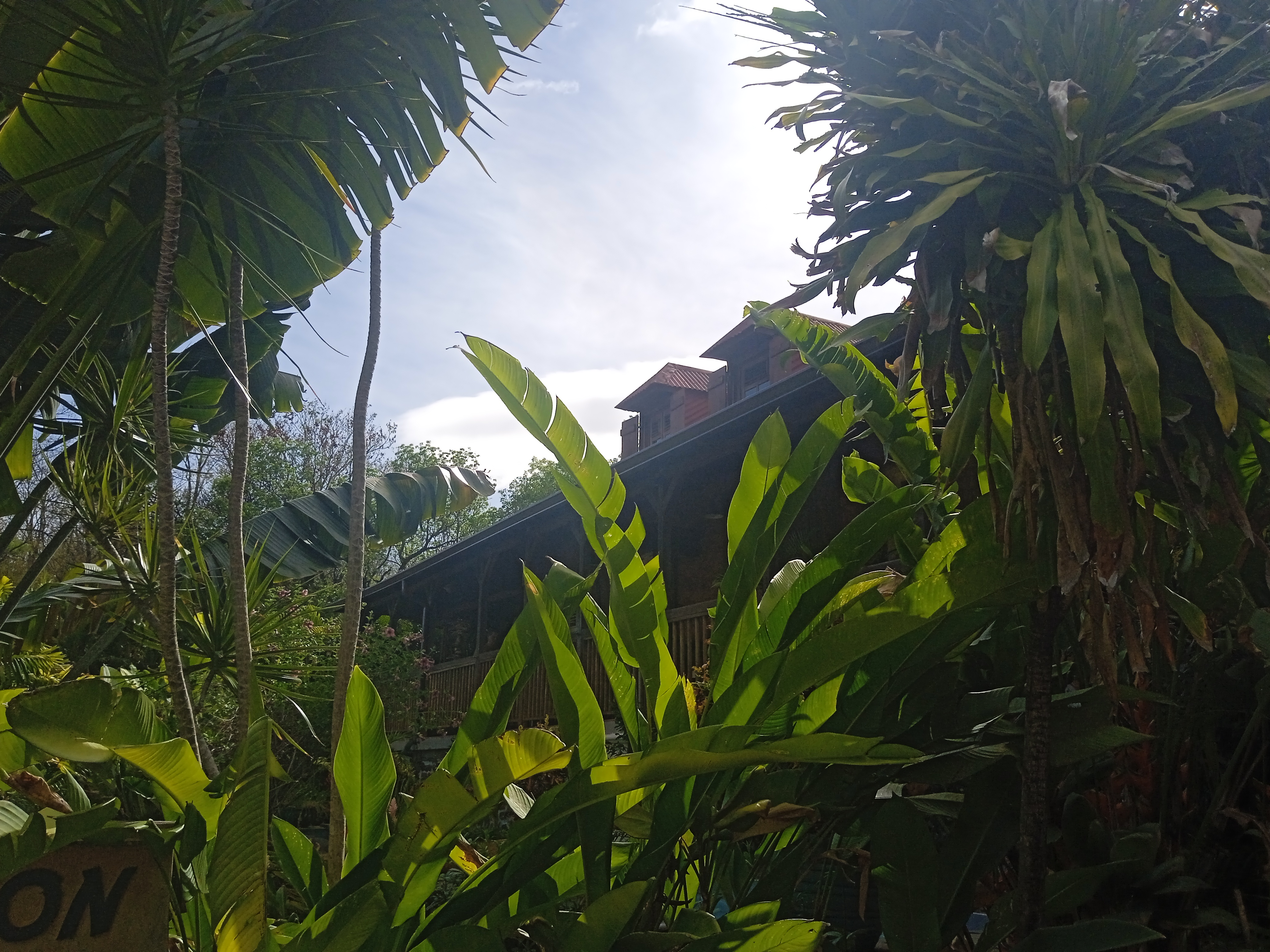
Habitation Getz et sa végétation luxuriante.
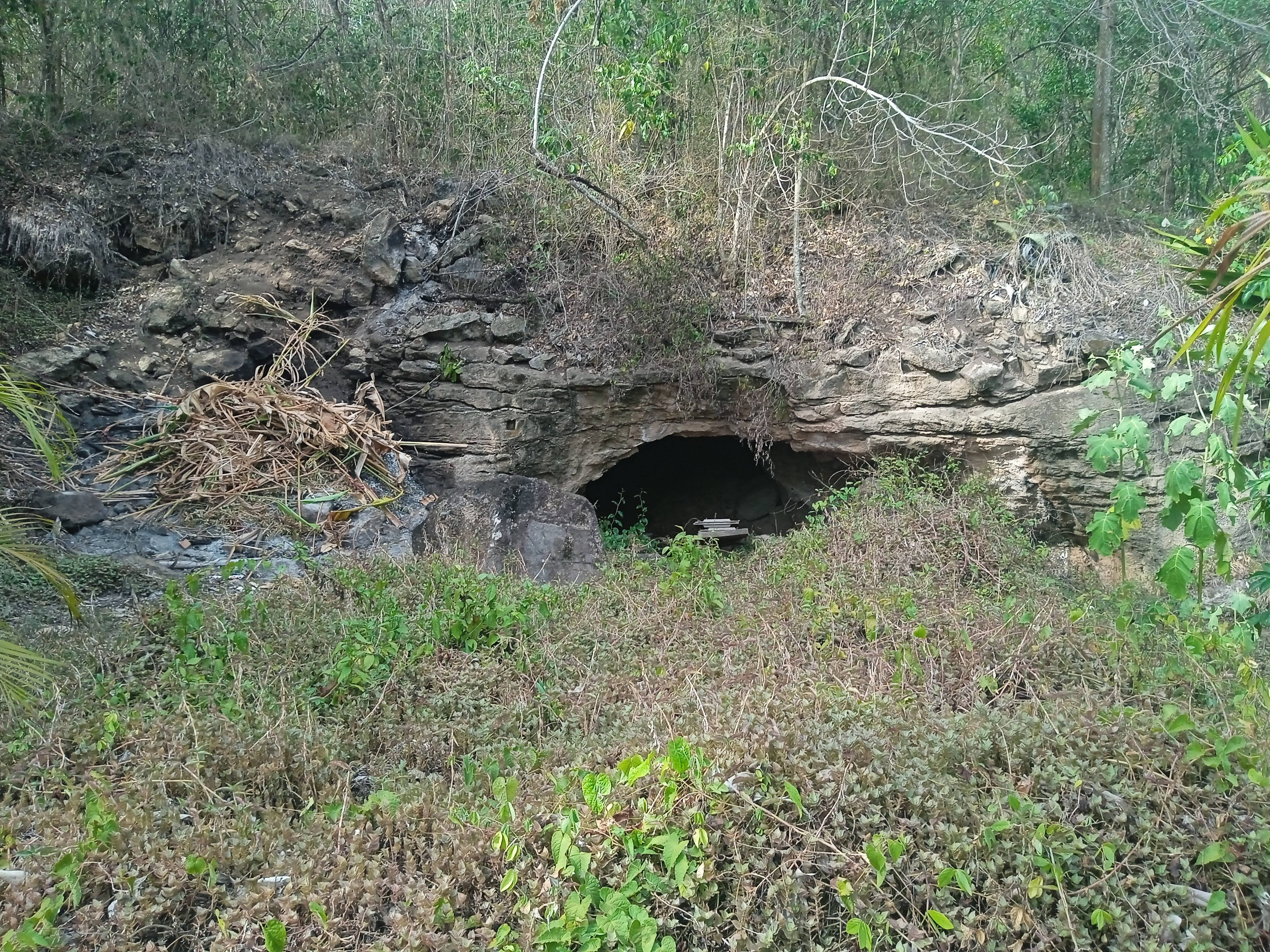
Grotte basaltique de l'habitation Getz.
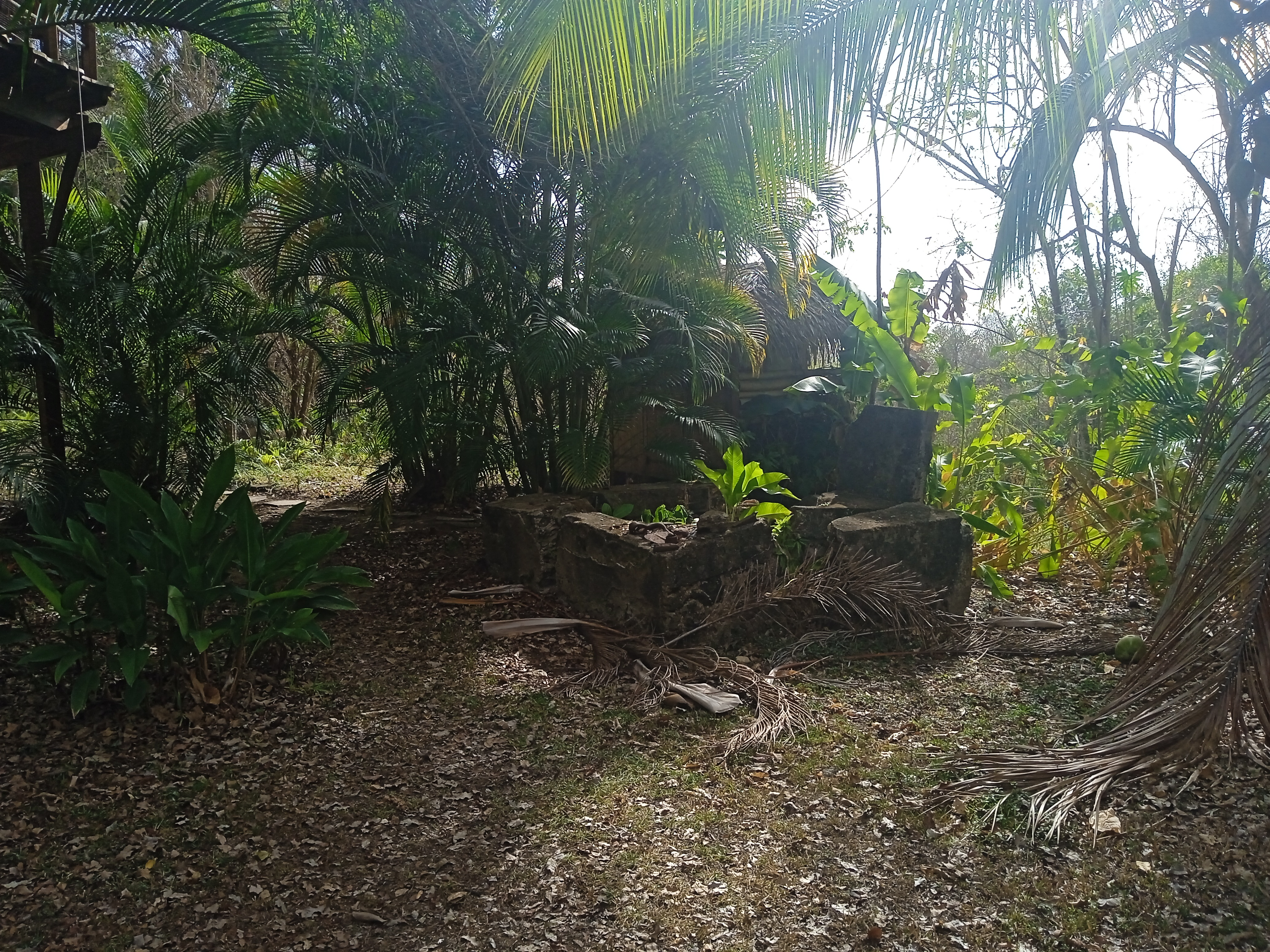
Ruines de l'ancienne prise d'eau de l'habitation Getz.